# District de Wujiang (Shaoguan)
Pour les articles homonymes, voir Wujiang (homonymie).
Le district de Wujiang (武江区 ; pinyin : Wǔjiāng Qū) est une subdivision administrative de la province du Guangdong en Chine. Il est placé sous la juridiction de la ville-préfecture de Shaoguan.